# Andrij (Abramčuk)
Andrij (světským jménem: Stepan Vasylovyč Abramčuk; * 21. ledna 1949, Tysmenycja) je ukrajinský duchovní Pravoslavné církve Ukrajiny a metropolita haličský.

## Život
Narodil se 21. ledna 1949 v Tysmenycji.
Roku 1968 dokončil Horodenkovské odborné učiliště a začal pracovat ve strojírenství.
Roku 1970 nastoupil na Oděský duchovní seminář, který dokončil o čtyři roky později. Od roku 1978 studoval dálkově na Moskevské duchovní akademii.
Dne 21. ledna 1974 byl rukopoložen na jereje a následující rok byl poslán do služby ivano-frankivské eparchie Ruské pravoslavné církve. Od roku 1979 sloužil v Haliči a později v Ivano-Frankivsku. V letech 1983–1988 působil v Patriarchálních farnostech v Kanadě. Roku 1988 byl jmenován představeným katedrálního chrámu Ivano-Frankivska.
Roku 1990 přešel do jurisdikce Ukrajinské autokefální pravoslavné církve. Za přechod do schizmatu mu bylo zakázáno vykonávat kněžskou službu. Brzy byl postřižen na monacha se jménem Andrij.
Roku 1990 byl zvolen biskupem ivano-frankivským a kolomyjským. Dne 7. dubna 1990 proběhla jeho biskupská chirotonie.
V červnu roku 1990 byl povýšen na metropolitu.
Dne 25. června 1992 se zúčastnil Místního soboru UAPC. Zasedání se zúčastnili také extremisticky smýšlející poslanci Nejvyšší rady Ukrajiny. Poslanci požadovali, aby se biskupové připojili k nové Ukrajinské pravoslavné církvi Kyjevského patriarchátu, jinak jim hrozili násilím. Tři biskupové včetně metropolity Andrije požadavek nepřijali, ale později se metropolita stal součástí patriarchátu.
Na podzim roku 1995 se navrátil do jurisdikce UAPC.
Roku 2000 mu bylo zakázáno vykonávat kněžskou službu.
Dne 21. srpna 2006 byl jmenován předsedou komise pro jednání s Ukrajinskou pravoslavnou církví Moskevského patriarchátu.